# Blues for Mister Charlie
Blues for Mister Charlie é a segunda peça de James Baldwin, um drama de comentário social em três atos. Foi produzido e publicado pela primeira vez em 1964. A peça é dedicada à memória de Medgar Evers, sua viúva e filhos, e à memória das crianças mortas de Birmingham." É vagamente baseado no assassinato de Emmett Till que ocorreu em Money, Mississippi, antes do início do Movimento pelos Direitos Civis.

## Trama

### Ato I
O primeiro ato começa com o reverendo Meridian Henry orientando alunos negros em suas filas. Eles são interrompidos por Parnell James, que lhes traz a notícia de que Lyle Britten será preso pelo assassinato de Richard Henry. Quando ele sai para informar Britten sobre sua futura prisão, os estudantes conversam entre si sobre as dificuldades que enfrentam como pessoas negras.
A cena muda para Lyle e sua esposa, Jo Britten, em sua loja. A esposa dele menciona a morte de Richard, com medo de que o marido vá para a cadeia por causa de uma transgressão passada que ele teve com outro homem negro que morreu em consequência do confronto. Lyle se defende alegando legítima defesa. Quando Parnell James chega, Lyle garante a ambos que não precisam se preocupar.
A cena muda para um flashback com Richard e sua avó, Madre Henry. Ele a confronta sobre a morte de sua mãe, que ele acredita ter sido empurrada escada abaixo, embora Madre Henry alegue que ela caiu por acidente. Richard jura que se protegerá do homem branco a todo custo, mostrando-lhe uma arma. Antes de ir embora, sua avó implora para que ele se livre da arma, mas ele a leva consigo.
Logo depois, Pete e Juanita chegam para levar Richard ao bar do Papa D. Richard se gaba para Pete, Juanita e Papa D. sobre suas façanhas com mulheres brancas, mostrando-lhes fotos nuas das mulheres brancas com quem ele supostamente dormiu. Eles dizem para ele esconder as fotos para não causar problemas. Richard os guarda. Mais tarde, ele confidencia a Juanita sobre seu tempo no norte e como ele se tornou um viciado em drogas, chegou ao fundo do poço e depois ficou limpo. Lyle chega e pede para Papa D. fazer algum troco. Ele observa Juanita e Richard dançando e, ao sair, ele "empurra" Juanita. Richard e Lyle trocam algumas palavras antes de Lyle ir embora. Mais tarde naquela noite, Richard volta para casa para conversar com seu pai, o reverendo, sobre seguir o caminho da não violência e entrega sua arma.
O flashback termina, e a cena começa com Parnell retornando à igreja para tranquilizar o reverendo Meridian Henry de que Lyle será levado ao tribunal. Mas ele também faz questão de dizer que Lyle não será condenado. Parnell diz ao reverendo para deixar o assunto de lado. A cena termina quando ele sai.

### Ato II
O Ato II começa com Jo Britten e os moradores brancos da cidade em sua casa. Eles discutem o quanto ficaram assustados com os negros da cidade ultimamente. Logo Parnell James chega e começa um debate com os homens brancos sobre seu jornal e seu lugar na comunidade negra. Lyle chega algum tempo depois, e os outros continuam a provocar Parnell enquanto ele propõe colocar negros no júri do julgamento de Lyle. Os moradores brancos da cidade logo vão embora, deixando apenas os Brittens e Parnell na casa. Lyle sai para tomar banho.
Quando Jo e Parnell estão sozinhos, ela o confronta sobre seu marido, Lyle, dormindo com Willa Mae, que era esposa do Velho Bill, o homem negro que Lyle havia matado alguns anos antes. Parnell se recusa a discutir o assunto. Jo pergunta a Parnell se ele já amou uma mulher negra. Quando ele diz que sim, Jo diz que é possível que Lyle tenha amado Willa Mae e que ele tenha matado o Velho Bill por despeito. Ela continua dizendo que se é possível que Lyle tenha matado o Velho Bill, também é possível que ele tenha matado Richard. Lyle retorna com seu filho e o passa para Jo.
A cena muda para Lyle e Parnell na loja conversando sobre o relacionamento de Lyle com Willa Mae. Eles também discutem a primeira vez que Lyle conheceu Richard. Mais uma vez, Lyle nega ter matado Richard. Jo chega com o filho, encerrando a discussão.
Outro flashback ocorre, mostrando Richard entrando na loja de Brittens apesar de Lorenzo ter dito para ele não fazer isso. Richard vai comprar duas Cocas por 20 centavos, mas só tem uma nota de 20 dólares. Ele tem uma conversa estranha com Jo Britten, ela se sente ameaçada, e Lyle, que estava nos fundos, entra e diz para Richard ir embora. Lorenzo, que não entrou na loja, grita para Richard sair. Richard e Lyle continuam discutindo, e Richard derruba Lyle no chão durante a altercação, humilhando Lyle na frente de sua esposa. Richard sai da loja com Lorenzo, enquanto Lyle dá um aviso. O flashback termina, retornando para Parnell e Lyle conversando na loja.
Lyle desliza e descreve como o corpo de Richard foi deixado de bruços no mato alto. Quando Parnell pergunta como ele sabia disso, Lyle afirma ter lido no jornal. Parnell sai logo depois para ir ao funeral de Richard, encerrando o segundo ato.

### Ato III
O Ato III começa com o julgamento de Lyle; já se passaram dois meses desde a morte de Richard. Várias pessoas são chamadas para depor como testemunhas.
Jo mente sobre os acontecimentos na loja e alega que Richard tentou agredi-la sexualmente. Papa D, o dono do bar, explicou que viu Richard e Lyle saindo juntos uma noite, quando ele estava fechando o bar. Lorenzo conta uma versão simplificada dos eventos que ocorreram na loja e defende o personagem de Richard dizendo que ele havia "largado" o vício em drogas. Lorenzo diz que Richard não tinha fotos de mulheres brancas nuas (porque ele não sabia que Richard as tinha). Juanita defende Richard dizendo que ele não usa mais drogas e que ela estava tentando convencê-lo a se mudar para o Norte novamente e levá-la com ele. Madre Henry e o Reverendo Meridian Henry mentem sobre Richard possuir uma arma. Parnell James defende Richard por meio de sua estreita amizade com o Reverendo Henry, mas ele se recusou a dizer que a versão da história de Jo era mentira, deixando o júri todo branco acreditar que era verdade.
O tribunal considera Lyle inocente. Então, outro flashback mostra Lyle matando Richard desarmado e não violento por se recusar a se desculpar pela briga na loja e depois jogando seu corpo no mato.
De volta ao tribunal, Lyle diz ao reverendo Henry que nunca se desculpará pela morte de Richard. A peça termina com os personagens negros saindo para uma marcha de protesto, e um Parnell oprimido se juntando a eles.

### Explicação do título
"Mister Charlie" é uma frase usada pelos afro-americanos que se refere ao homem branco.

## Análise

### Críticas ao cristianismo
James Baldwin usa esta peça como um veículo para abordar seus problemas com o cristianismo, uma religião historicamente usada para justificar a escravidão de africanos. Ele argumenta que o cristianismo é um tipo de praga que “tem o poder de destruir todos os relacionamentos humanos”. Por meio de seu personagem Lorenzo, ele o denuncia por sua capacidade de ser usado para pregar a passividade ao mesmo tempo em que endossa a violência. Lorenzo articula a falta de empatia que o cristianismo tem pela comunidade negra, chamando-a de “o Deus branco” que ignora o sofrimento dos outros nas mãos do irracional. Ele acusa o reverendo de rezar a um deus que só se importa com os brancos e afirma que é esse deus o responsável pela destruição das vidas dos negros.

### Moralidade
Baldwin desafia as crenças comuns de moralidade entre brancos e negros. Tendo os brancos como público-alvo, ele associa seus personagens negros a características historicamente atribuídas principalmente a personagens brancos, como “piedade, coragem e fanfarronice”." Seus personagens brancos possuem as fraquezas estereotipicamente atribuídas aos negros, como "luxúria, falta de força moral e violência". Ao situar seus personagens para refletir o oposto do que é esperado por seu público, Baldwin coloca os espectadores em uma posição de reconhecer as complexidades da natureza humana. A sua restrição da comunidade branca a uma dimensão da natureza humana, tal como a comunidade branca faz com a negra, obriga o público branco a encarar cara a cara a forma como a humanidade pode ser despojada pelo acto de reduzir as próprias complexidades.

## Produções selecionadas
Em 1964, o Actors Studio encenou a primeira produção da peça, que ocorreu de 23 de abril de 1964 a 29 de agosto, no ANTA Playhouse. Foi dirigido por Burgess Meredith, estrelado por Al Freeman Jr., Rip Torn, Pat Hingle, Ann Wedgeworth e Ralph Waite, entre outros no elenco, e recebeu elogios da crítica do The New York Times. Mais tarde, em 1965, a mesma produção foi remontada em Londres sem Rip Torn no papel principal de Lyle e atraiu uma reação hostil dos críticos de Londres.
O Royal Exchange, em Manchester, encenou uma nova produção em 1992, dirigida por Greg Hersov com Paterson Joseph, David Schofield, Nicholas Le Prevost e Wyllie Longmore. As apresentações ocorreram de 22 de outubro a 14 de novembro.
Em 2004, a Talawa Theatre Company coproduziu a peça sob a direção de Paulette Randall com o New Wolsey Theatre em parceria com (então conhecido como) Tricycle Theatre. A peça foi bem recebida.